# Киниорский, Мариан Казимирович
Мариан Казимирович Киниорский, пол. Marian Kiniorski (1 декабря 1868, имение Покживница (Pokrzywnica), в Радомской губернии — 23 мая 1943, Варшава) — польский политик, депутат Государственной думы Российской империи I и IV созывов, сенатор первого срока в списке Христианской ассоциации национального единства, вице-президент Национальной Народной Ассоциации.

## Биография
Из потомственных дворян Радомской губернии. Сын Казимира Киниорского (владельца Покживницы (Pokrzywnica)) и Иоанны урождённой Коссецкой (Kossecka). Был учеником Радомской гимназии, но изгнан за участие в демонстрации и «пропаганду идей польской самобытности», два последних класса экстерном закончил в Вяземской гимназии в Смоленской губернии. Студент Сельскохозяйственной академии в Дублянах (Галиция). Там вступил в местную организацию Союза польской молодежи «Зет» и за это в 1891 из академии исключен. Некоторое время учился в Берлинском университете. В 1892 вернулся в Царство Польское и поселился в своём имении Покживница. В 1892 году вступил в нелегальную Польскую лигу, а в 1893 — в Национальную лигу, которая стала преемницей первой. В 1896 продал своё имение и отправился в Париж, где поступил в Высшую школу политических наук. окончил её в  1899. Вернувшись на родину, купил имение в Варшавской губернии. В 1901—1903 писал статьи для различных периодических изданий, стал известен как специалист по крестьянскому вопросу. Товарищ председателя Польского сельскохозяйственного общества. С мая 1904 года вошёл в совет главной дирекции Земельного кредитного общества. Принимал участие в работе Общества национального просвещения. В годы 1900—1903 он был издателем и редактором польского журнала "Экономист" (Ekonomist).
Во время Революции 1905—1907 годов был противником революционных народных выступлений. По его ходатайству российские войска подавили крестьянские волнения в соседних с его имениях. Член Национально-демократической партии. Был сторонником полонизации школ и уездной администрации, ратовал за ведение делопроизводства на польском языке. Входил в руководство организации «Матица» («Отчизна»). Владел имениями Суходембе, Бенигнов, Липе общей площадью в 900 десятин.
8 мая 1906 года избран в Государственную думу I созыва от общего состава выборщиков Варшавского губернского избирательного собрания. Входил в Польское коло. Выступал по аграрному вопросу, резко высказавшись против планов отчуждения помещичьих земель.
После роспуска I-ой Думы служил по выборам в Варшавском земском кредитном обществе. С 17 июня 1907 товарищ  председателя Центрального сельскохозяйственного общества в Царстве Польском. Публиковался в периодических изданиях сельскохозяйственного направления. Был активистом Национально-демократической партии. В 1910 вошел в Главный совет Национальной лиги, где поддерживал политическую линию Р. В. Дмовского. С того же  1910 года работал в  Национальной ассоциации образования. Состоял выборщиком в ходе избирательных кампаний во Вторую и в Третью Государственные Думы, но отказался выставлять свою кандидатуру на выборах в депутаты.
20 октября 1912 избран в Государственную думу IV созыва  от общего состава выборщиков Варшавского губернского избирательного собрания. Вошёл в Польское коло. Член земельной и сельскохозяйственной комиссий, комиссии для выработки законопроекта о печати, комиссии для рассмотрения законопроекта о замене сервитутов в Варшавском генерал-губернаторстве и в Холмской губернии. Сделал доклад по имени Сельскохозяйственной комиссии. 13 июня 1914 сложил депутатские полномочия и вернулся в Варшаву, посвятив себя работе в Центральном сельскохозяйственном обществе.
Во время Первой мировой войны 1914—1918 проживал в Варшаве, выступал за сотрудничество с германскими властями, в 1915 вошел в созданный немцами Главный опекунский совет. Секретарь Междупартийного Политического Коло.
После 1918 года активно способствовал становления независимого Польского государства. В  1918—1923 годы председатель Центрального сельскохозяйственного общества. В 1918 году член Государственного совета от имени Совета регентства. В 1923 году правительственный делегат в международном сельскохозяйственном конгрессе в Париже. В 1922—1927 член Сената Польши.
В 1930 году отошёл от общественной жизни. Продолжал работать в различных сельскохозяйственных организациях. Опубликовал воспоминания о Дмовском. В начале Второй мировой войны после оккупации Польши германскими войсками переехал в своё имение, но позднее вернулся в Варшаву, где и скончался.

## Семья
- Первая жена (с 1900[3]) — Зофья Рачковская (Сосновская) (умерла до 1923[4]),
  - Сын — Казимир Анджей (Kazimierz Andrzej) (1903—?)[5]
- Вторая жена (с 1923) — Елена Станислава (фамилии до брака с Киниорским — Ясенская (Jasieńska), Фелициан (Felicjan), Неголевская (Niegolewska)) (1879—1954)

## Награды
- Польский орден Легион чести 3-го класса.

### Рекомендованные источники
- Четвертая Государственная Дума: Портреты и биографии. СПб., 1913;
- Polski Indeks Biograficzny, München, 1998. T. 2;
- Brzoza Cz., Stepan K. Poslowie polscy w Parlamencie Rosyjskim, 1906-1917: Slownik biograficzny. Warszawa, 2001.
- Posłowie i senatorowie Rzeczypospolitej Polskiej 1919–1939, t. III, Warszawa 2005, s. 108
- Profil na stronie Biblioteki Sejmowej (недоступная ссылка)
- Российский государственный исторический архив. Фонд 1278. Опись 1 (1-й созыв). Дело 44. Лист 4, 5; Опись 9. Дело 347.